# Satz vom Gnomon

Gnomon:
Satz vom Gnomon: grüne Fläche = rote Fläche,

Der Satz vom Gnomon oder auch Satz von den Ergänzungsparallelogrammen ist eine Aussage über Parallelogramme und beschreibt die Flächengleichheit zweier Parallelogramme eines Gnomons.

## Aussage
In einem Parallelogram  {\displaystyle ABCD} mit einem Punkt  {\displaystyle P} auf der Diagonalen  {\displaystyle AC} schneidet die Parallele zu {\displaystyle AD} durch {\displaystyle P} die Seite  {\displaystyle CD} in {\displaystyle G} und die Seite {\displaystyle AB} in {\displaystyle H} und die Parallele zur Seite {\displaystyle AB} durch {\displaystyle P} schneidet die Seite  {\displaystyle AD} in {\displaystyle I} und die Seite  {\displaystyle BC} in {\displaystyle F} Der Satz vom Gnomon besagt dann, dass die Parallelogramme {\displaystyle HBFP} und {\displaystyle IPGD} sowie {\displaystyle ABFI} und {\displaystyle AHGD} flächengleich sind.
Die von den beiden sich überschneidenden Parallelogrammen {\displaystyle ABFI} und {\displaystyle AHGD} gebildete L-förmige Figur wird als Gnomon bezeichnet. Die Parallelogramme {\displaystyle HBFP} und {\displaystyle IPGD} nennt man Ergänzungsparallelogramme oder Komplemente (zu den inneren Parallelogrammen an der Diagonalen {\displaystyle PFCG} und {\displaystyle AHPI}).

## Herleitung
Der Satz von Gnomon lässt sich recht einfach beweisen, wenn man die Flächen des Ausgangsparallelogramms und der Parallelogramme an der Diagonale betrachtet. Zum einen entspricht deren Differenz genau der gemeinsamen Fläche der beiden Ergänzungsparallelogramme und zum anderen werden sie alle von der Diagonale halbiert und damit gilt:
{\displaystyle |IPGD|={\frac {|ABCD|}{2}}-{\frac {|AHPI|}{2}}-{\frac {|PFCG|}{2}}=|HBFP|}

## Anwendungen und Erweiterungen

Geometrische Konstruktion einer Division

Übertragung des Teilungsverhältnisses der Strecke AB auf die Strecke HG:

Der Satz vom Gnomon kann verwendet werden, um zu einem gegebenen Rechteck oder Parallelogramm ein neues flächengleiches Rechteck beziehungsweise Parallelogram zu konstruieren (im Sinne von Konstruktionen mit Zirkel und Lineal). Dies ermöglicht zudem auch die geometrische Konstruktion beziehungsweise Darstellung der Division zweier Zahlen, das heißt, zu zwei als Streckenlängen gegebenen Zahlen konstruiert man eine neue Strecke, deren Länge dem Quotienten der beiden Zahlen entspricht (siehe Zeichnung). Eine weitere Anwendung ist die Übertragung eines Teilungsverhältnisses von einer Strecke auf eine andere (siehe Zeichnung).

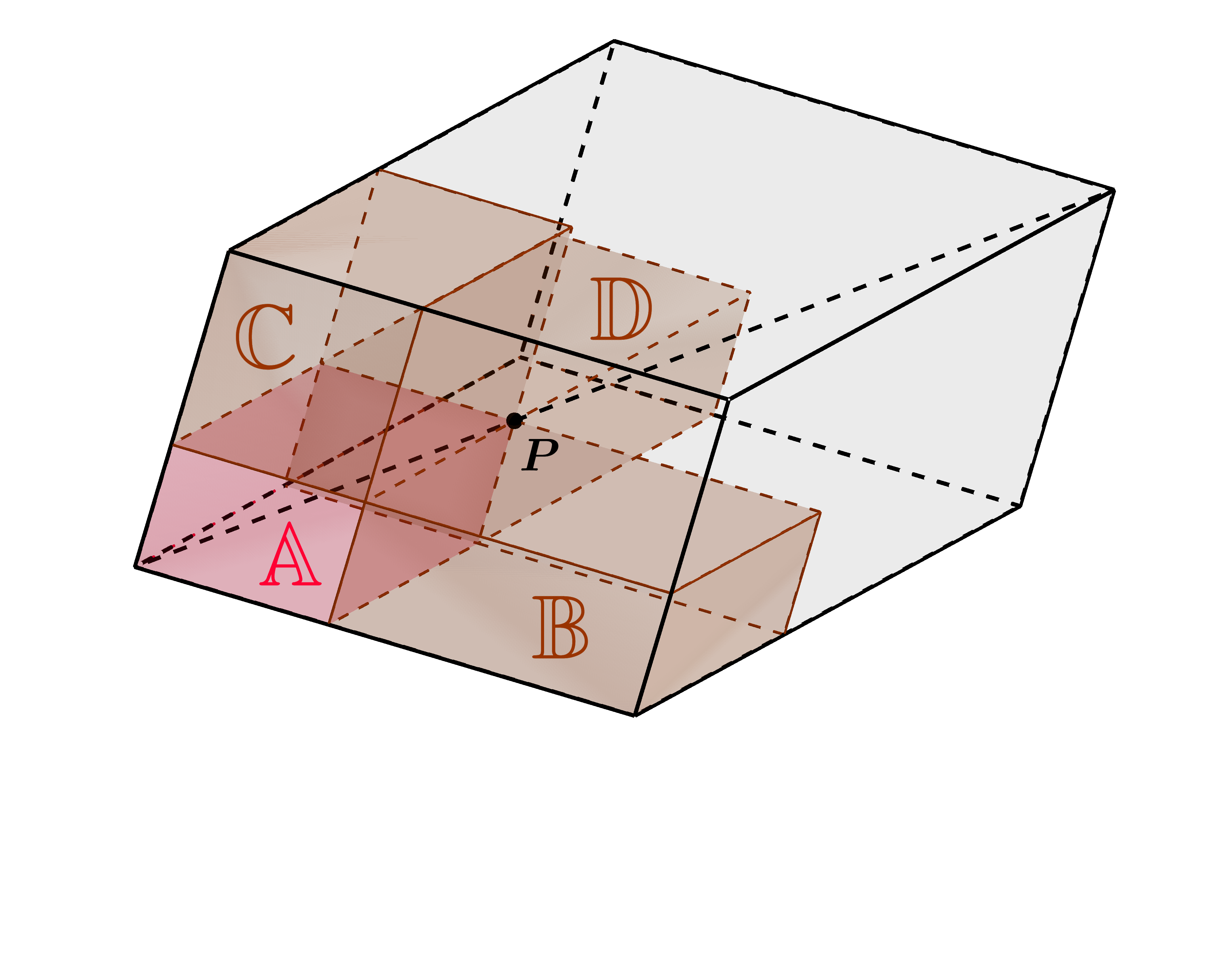
Das untere die Diagonale umschließende Parallelepiped und seine Komplemente, und, die den gleichen Rauminhalt besitzen:

Eine analoge Aussage zum Satz vom Gnomon lässt sich im Dreidimensionalen für Parallelepipede formulieren. Hierbei ist {\displaystyle P} ein Punkt auf der Raumdiagonalen des Parallelepipeds und man betrachtet die drei durch {\displaystyle P} verlaufenden Ebenen, die zu den Außenflächen des Parallelepipeds parallel sind. Diese bilden zusammen mit den Außenflächen eine Aufteilung des Parallelepipeds in acht kleinere Parallelepipede. Zwei von diesen Parallelepipeden umschließen die Raumdiagonale und berühren sich in {\displaystyle P}. An diese beiden grenzen nun jeweils drei der restlichen sechs Parallepipede, die hier die Rolle der Ergänzungsparallelogramme beziehungsweise Komplemente im Zweidimensionalen spielen. Zu jedem der beiden an der Diagonale liegenden Parallelepipede existieren also drei Komplemente und es gilt nun, dass die Volumina dieser drei Komplemente gleich groß sind.

## Allgemeiner Satz über verschachtelte Parallelogramme

Allgemeiner Satz:
grüne Fläche = blaue Fläche - rote Fläche

Der Satz vom Gnomon ist ein Spezialfall einer allgemeineren Aussage über verschachtelter Parallelogramme mit einer gemeinsamen Diagonalen. Zu einem gegebenen Parallelogramm {\displaystyle ABCD} betrachten man ein beliebiges inneres Parallelogramm {\displaystyle AFCE}, das ebenfalls {\displaystyle AC} als Diagonale besitzt. Weiterhin bildet man die Parallelogramme {\displaystyle GFHD}  und {\displaystyle IBJF}, deren Seiten alle zu den Seiten des äußeren Parallelogramm {\displaystyle ABCD} parallel sind und die mit dem inneren Parallelogramm {\displaystyle AFCE} einen Eckpunkt gemeinsam haben. Die Differenz der Flächen dieser beiden Parallelogramme entspricht dann der Fläche des inneren Parallelogramms, das heißt, es gilt:
{\displaystyle |AFCE|=|GFHD|-|IBJF|}
Den Satz vom Gnomon erhält man als Grenzfall dieser Aussage, wenn man das zu einer geraden Strecke entartete Parallelogramm {\displaystyle AFCE} betrachtet, dessen Eckpunkte alle auf der Diagonalen {\displaystyle AC} liegen. Dann liegt insbesondere der gemeinsame Eckpunkt der Parallelogramme {\displaystyle GFHD} und {\displaystyle IBJF} auf der Diagonalen und ihre Flächendifferenz beträgt 0, das heißt, sie sind flächengleich.

## Historisches
Der Satz vom Gnomon wird bereits in Euklids  Elementen (ca. 300 v. Chr.) beschrieben und spielt dort eine wichtige Rolle bei der Herleitung diverser weiterer Lehrsätze. Der Satz vom Gnomon ist die Proposition 43 im ersten Buch der Elemente. Sie ist dort als Aussage über Parallelogramme formuliert, ohne den Begriff Gnomon selbst zu verwenden. Diesen führt Euklid dann später als zweite Definition im zweiten Buch ein. Weitere Aussagen, bei denen das Gnomon und seine Eigenschaften eine wichtige Rolle spielen, sind die Proposition 6 in Buch II, die Proposition 29 in Buch VI und die Propositionen 1, 2, 3 und 4 in Buch XIII.